# گل صدتومانی (سرده)
گل صدتومانی  (نازبو یا پیونی) (به انگلیسی: Paeonia) نام یک سرده و تیره از گیاهان گلدار است. تیرهٔ گُل صدتومانی تنها یک سرده به نام گل صدتومانی دارد. این نوع گل بیشتر در آسیا، جنوب اروپا یافت می‌شود. مرزهای بین گونه‌ها مشخص نیست. به‌طور تقریبی بین ۲۵ تا ۴۰ گونه دارد. بیشتر درختان آن از نوع چند ساله هستند و بین ۵۰ سانتیمتر تا یک و نیم متر ارتفاع دارند. اما ارتفاع برخی از انواع ممکن است به ۱٫۵ تا ۳ متر نیز برسد. اغلب گل‌های معطر و بزرگ دارند و که اواخر بهار و اوایل تابستان شکفته می‌شوند. تنها رویشگاه این گل در ایران مریوان و شاه سلطان برزکوه طالشدولاب است.

## تیره
گُل‌صدتومانیان (Paeoniaceae) تیره‌ای از خاراشکن‌سانان اغلب علفی چندساله با یک سرده و حدود ۳۳ گونه به ارتفاع نیم تا یک‌ونیم متر که برگهایشان مرکب با لَپ‌های عمیق و گلهایشان بزرگ و اغلب معطر است که در اواخر بهار و اوایل تابستان به رنگهای مختلف از جمله قرمز، سفید و زرد دیده می‌شوند.

## نگارخانه

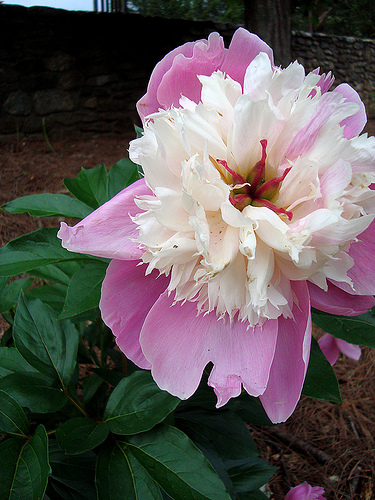
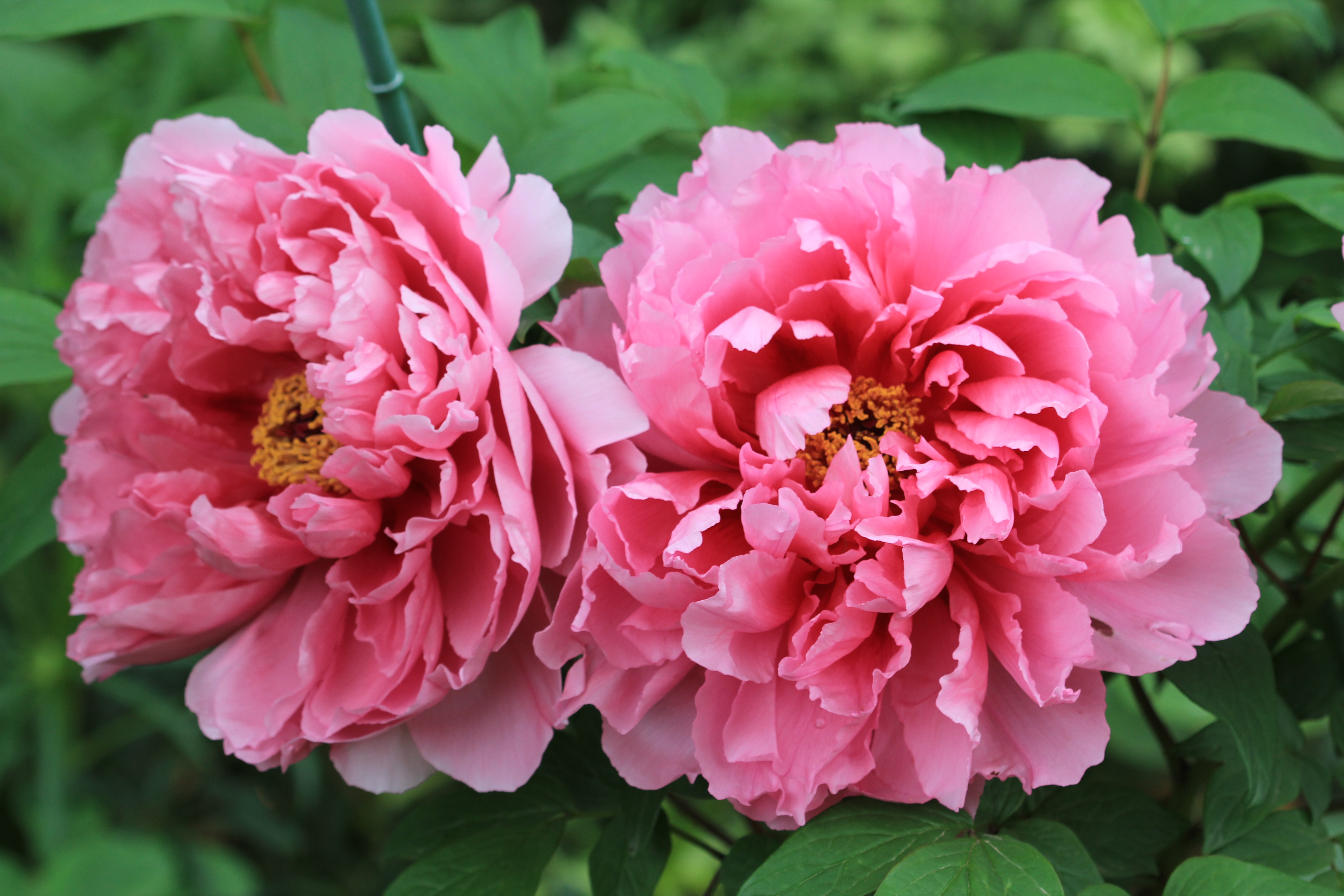
پائونیا سوفروتیکوسا Paeonia suffruticosa
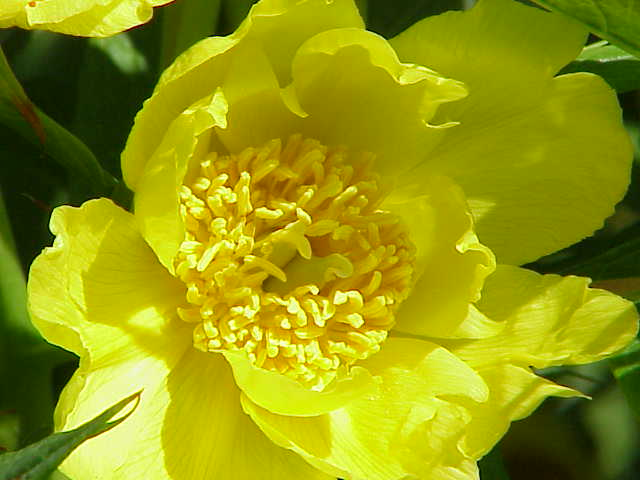
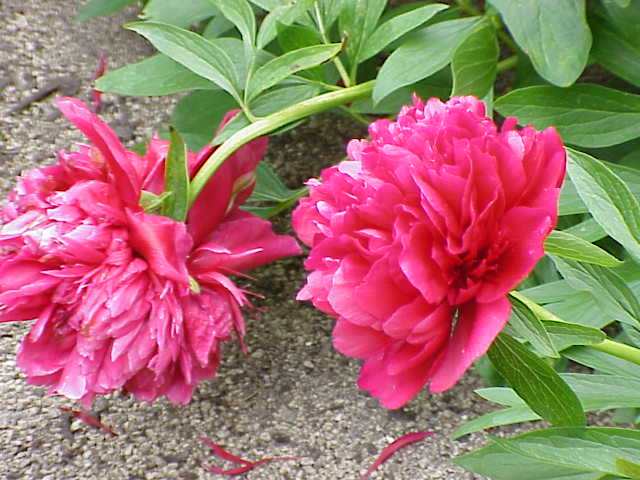
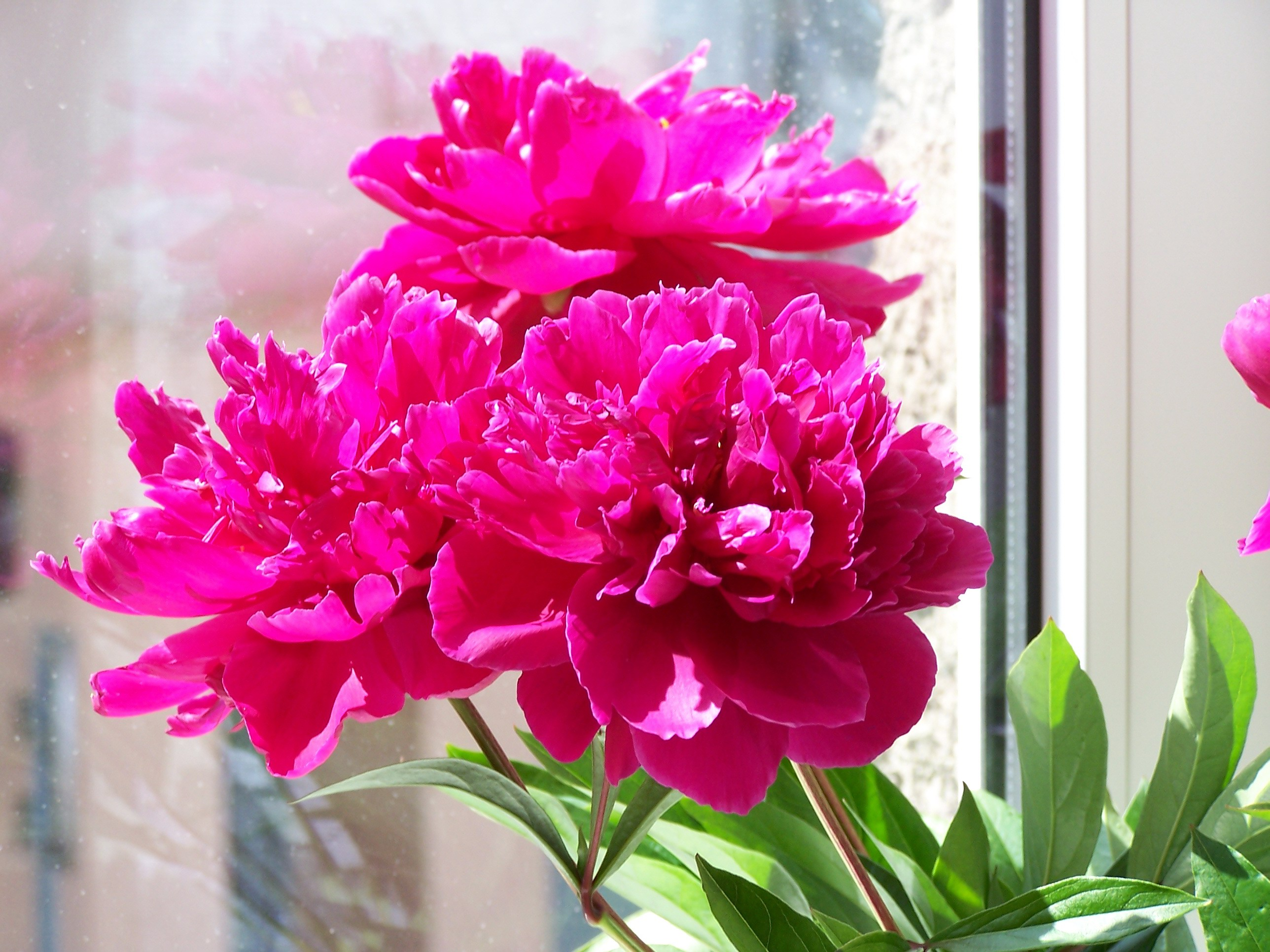
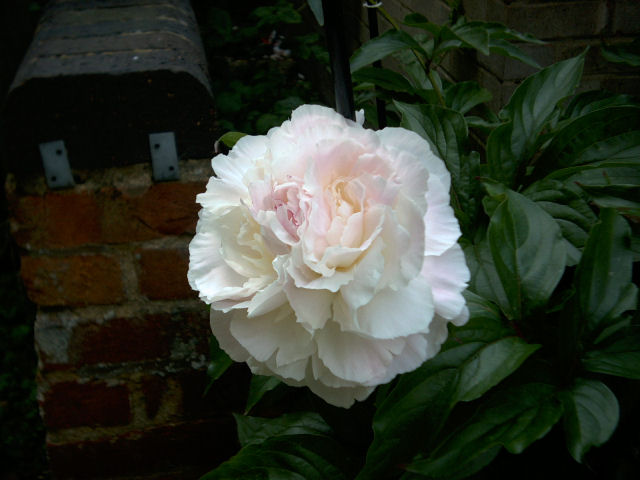
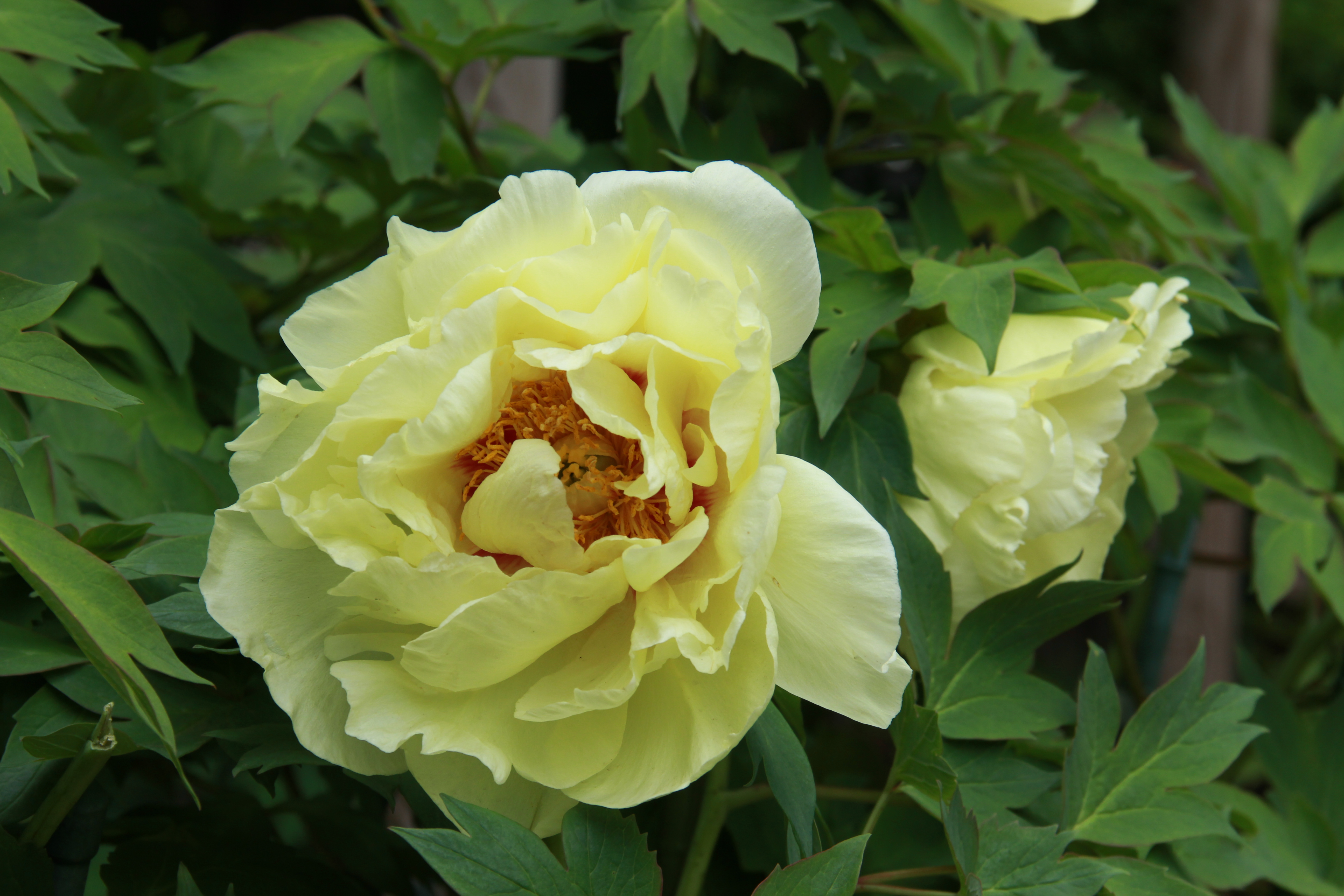
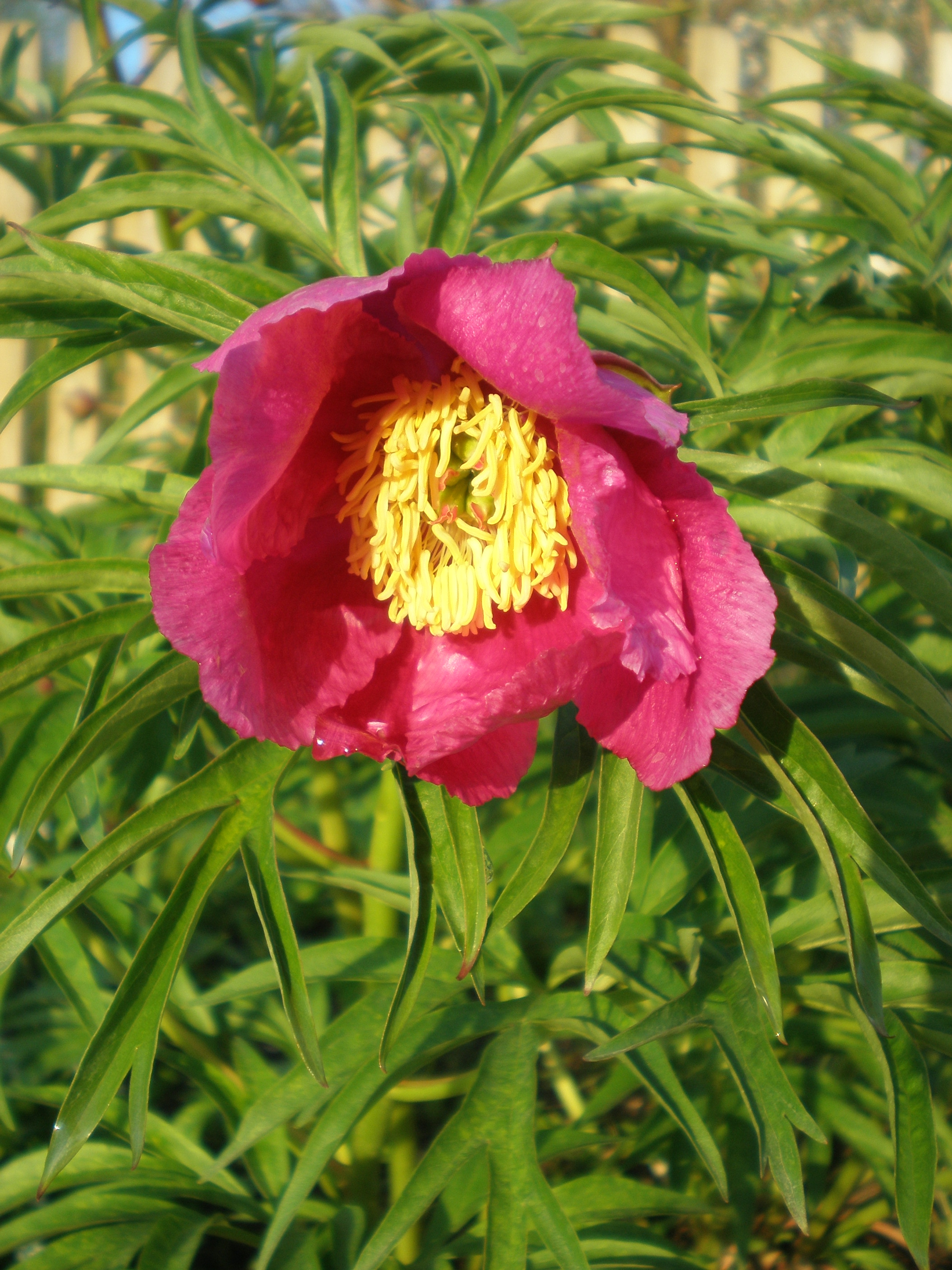